# Escolàstica de Núrsia
Escolàstica (Núrsia, Úmbria, ca. 480 - Piumarola, Villa Santa Lucia, 547) va ser una dona italiana, germana de Benet de Núrsia que es va consagrar a la vida religiosa. És venerada com a santa per diverses confessions cristianes i es considera inspiradora (no va fundar l'orde, de fet) i patrona de les monges benedictines.

## Hagiografia
Germana, potser bessona de Benet de Núrsia, es va consagrar a Déu de molt jove i sempre va seguir les directrius del seu germà, de qui se sentia molt propera. El seguí a Subiaco i Cassino, on va fundar un monestir femení al peu de la muntanya. Per això, i tot i que no hi hagué monestirs de monges benedictines fins segles més tard, se la considera fundadora de la branca femenina de l'Orde de Sant Benet.
L'única font que en tenim per a la seva vida és el segon llibre dels Diàlegs de Gregori el Gran, que narra anècdotes diverses on apareix també sant Benet, per la qual cosa se sap molt poc d'ella mateixa.
Els dos germans es trobaven un cop l'any a un lloc a mig camí entre els dos monestirs, casa que es convertí en comptes de pelegrinatge. Gregori explica que en una de les últimes trobades, poc abans de morir, Escolàstica demanà al seu germà que, tot i que s'havia fet fosc, es quedés per continuar amb el diàleg espiritual que mantenien. Benet s'hi oposà, ja que no volia infringir la seva regla i havia de ser al monestir per al sopar; llavors Escolàstica va implorar al Senyor que no deixés marxar Benet i es desfermà una violenta tempesta que va impedir la marxa del germà fins l'endemà al matí.
Poc després, Benet va saber que la seva germana havia mort i la sebollí al mateix lloc on després ell mateix seria enterrat, mesos després; diu Gregori: "com les seves ments sempre estaven unides en Déu, de la mateixa manera els cossos van ésser també aplegats en un mateix sepulcre".

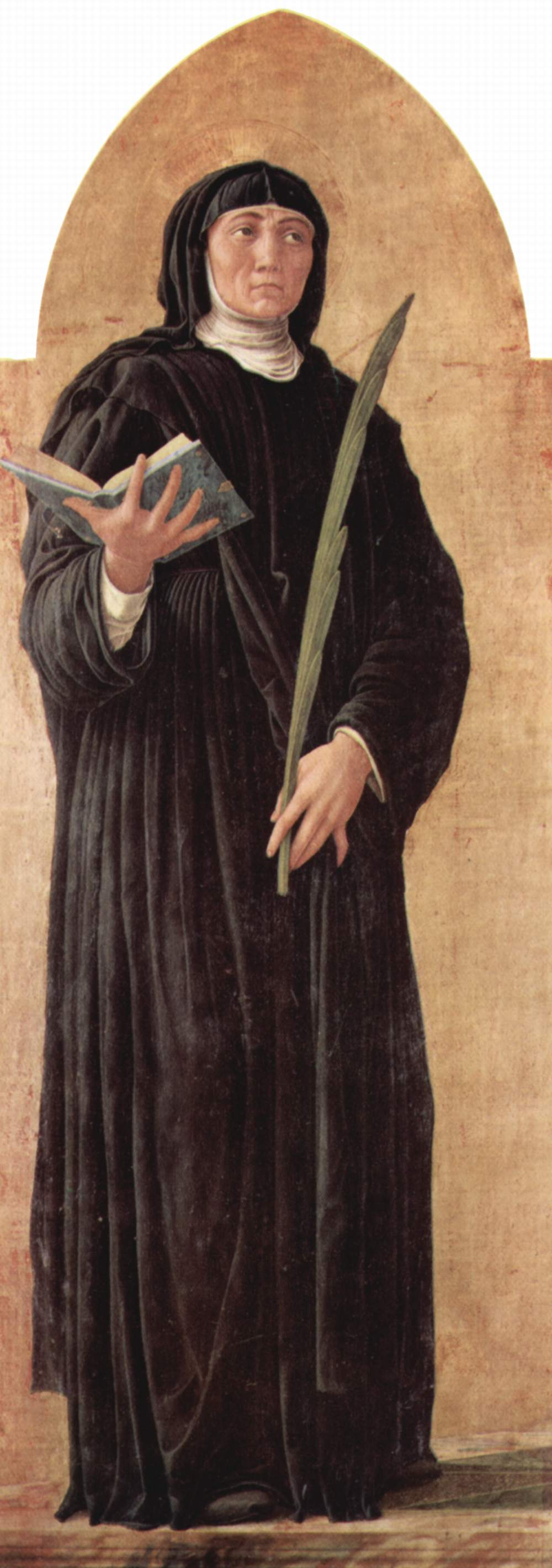
Pintura d'Andrea Mantegna
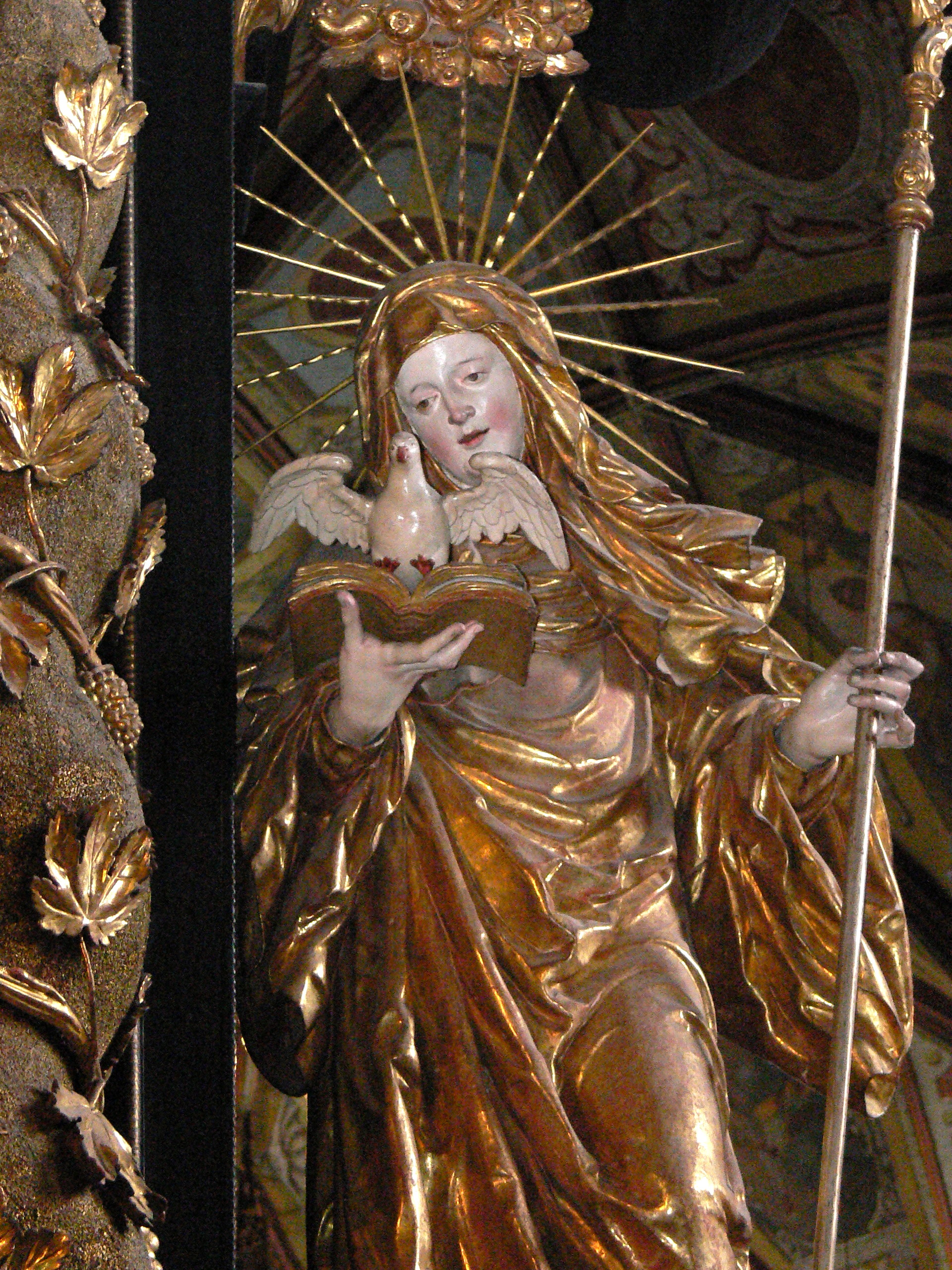
Talla de Thomas Schwanthaler, 1675, a l'altar de Sankt Wolfgang im Salzkammergut
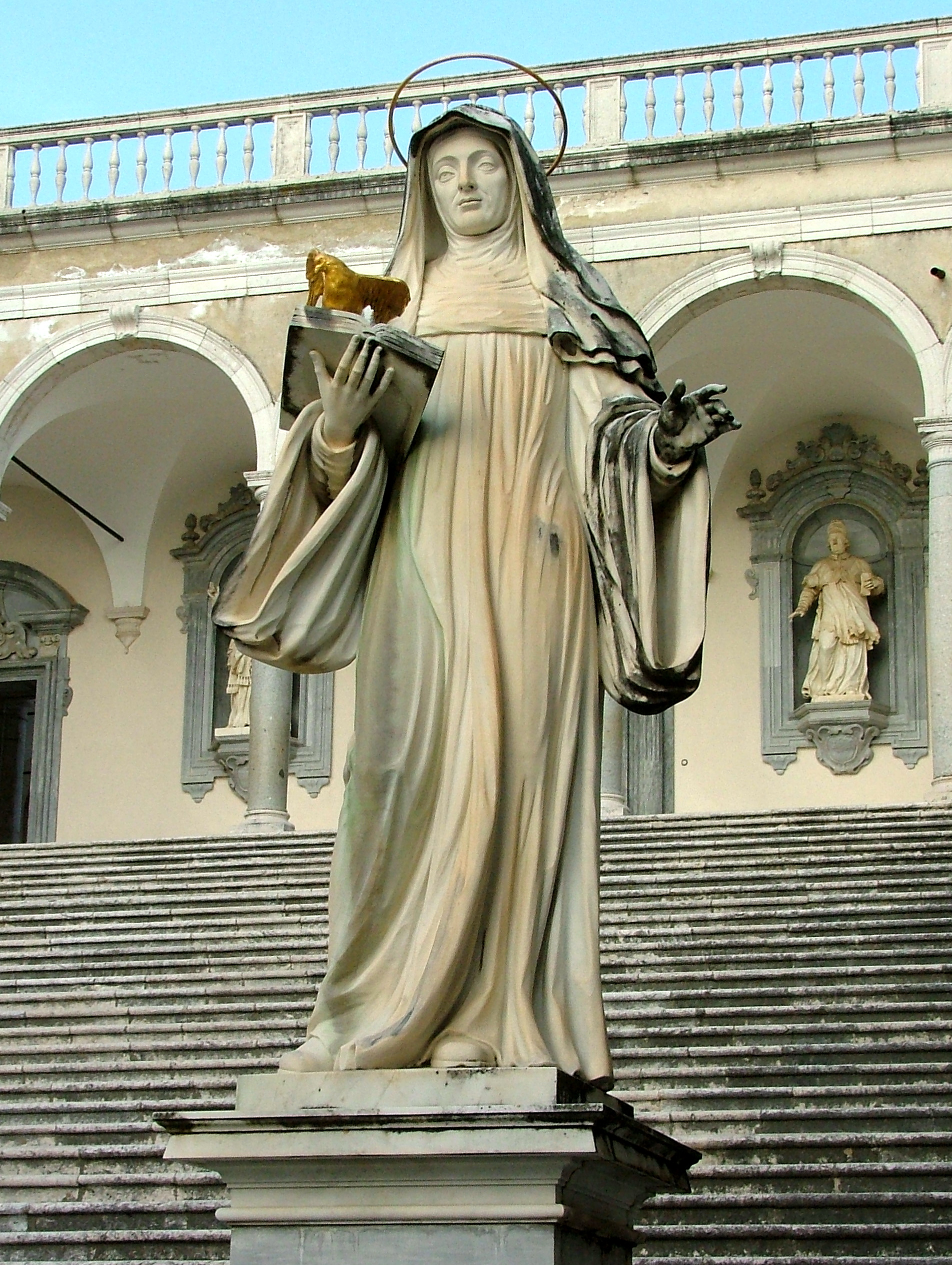
Escultura al claustre de l'abadia de Montecassino

## Veneració
Les relíquies d'Escolàstica i Benet són sota l'altar major de la basílica de Montecassino. Durant l'Edat mitjana, però, i paral·lelament a la pretesa translació de les restes de sant Benet a l'Abadia de Saint-Benoît-sur-Loire, es cregué que les restes de santa Escolàstica havien estat traslladades a segle ix a l'abadia benedictina de Juvigny-sur-Loison (llavors, Juvigny-les-Dames, prop de Le Mans), on eren venerades. En ésser destruïda l'abadia, durant la Revolució francesa, les restes van passar a la parròquia del poble.
Una llegenda sense fonament, estesa a la regió de Teramano, parla d'un martiri de la santa, a la qual se li haurien amputat els pits. Tot i tractar-se d'una llegenda pietosa, però falsa, era invocada per això com a protectora de les dones que havien tingut fills. També s'invocava contra les tempestes i els llamps.

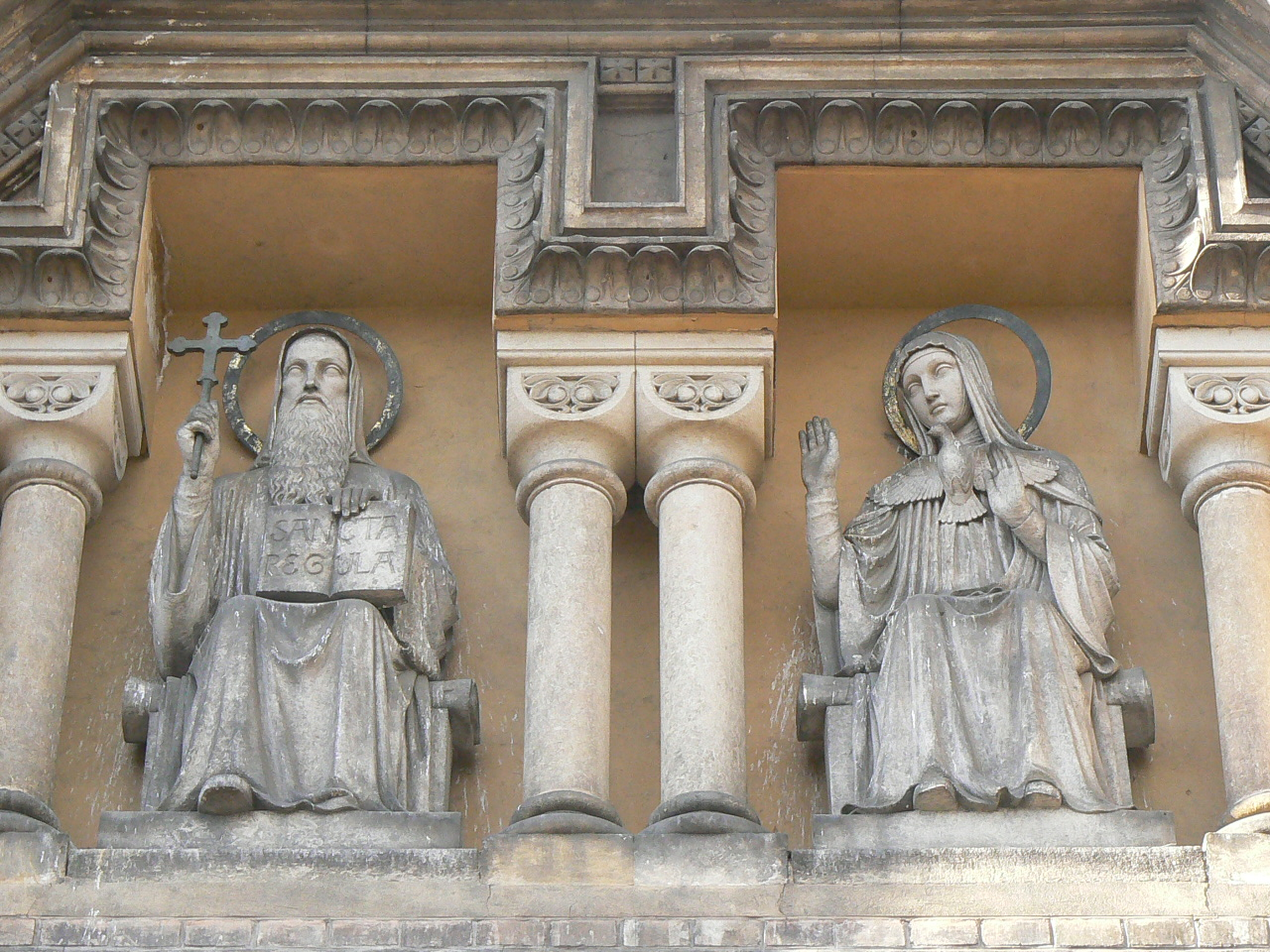
La santa i sant Benet (Praga-Smichov, església de S. Gabriel)
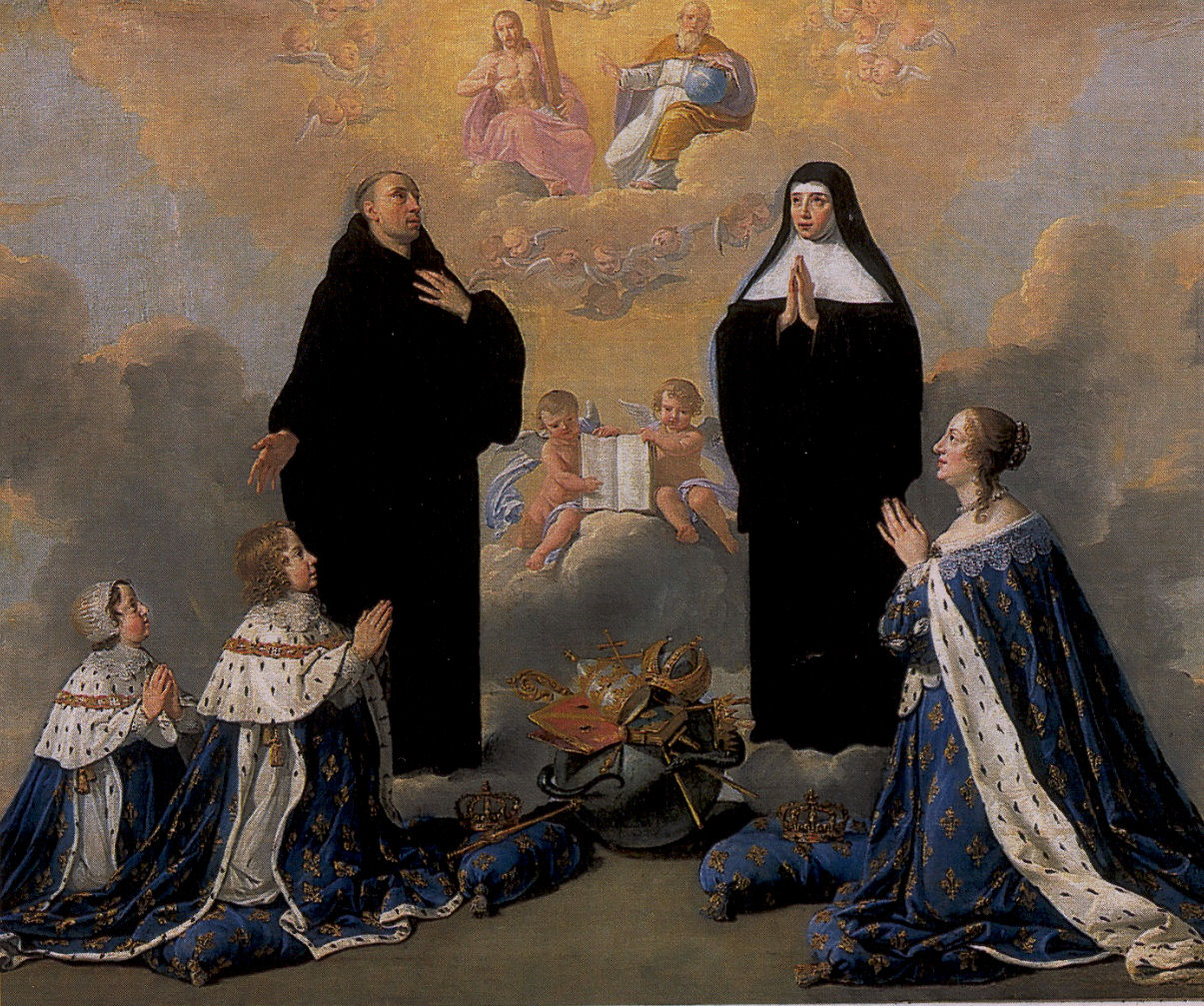
Anna d'Àustria i els seus fills pregant davant els sants Benet i Escolàstica, per Philippe de Champaigne, s. XVII
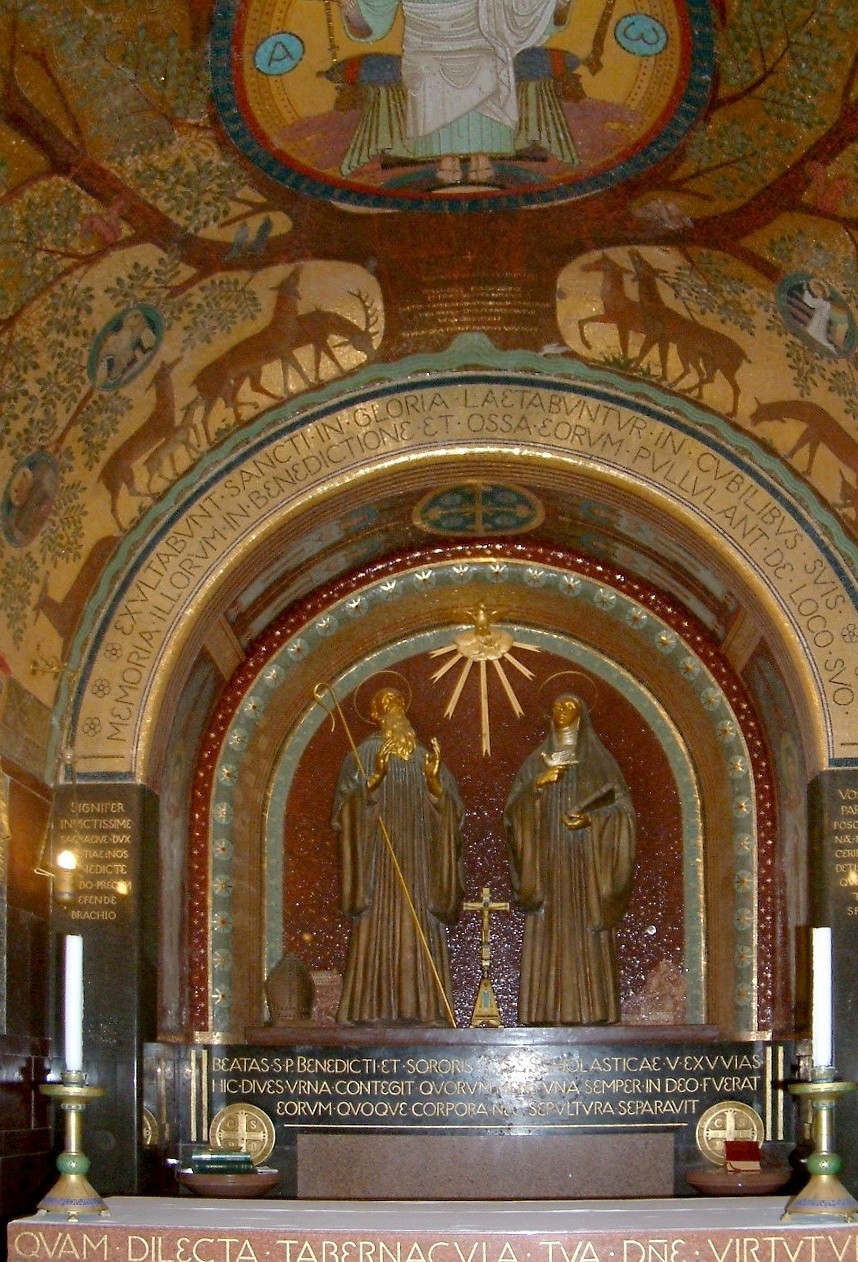
Tomba d'Escolàstica i Benet a la cripta de Montecassino

### Veneració a Vic
Durant segles, es venerà a la catedral de Vic una relíquia d'un peu que s'atribuïa a Santa Escolàstica. El primer esment és de 1475, i ja deuvia portar temps a la catedral. Es guardava darrere l'altar major en un reliquiari de fusta. En 1634 es traslladà a un reliquiari d'argent encarregat a l'argenter vigatà Salvador Serrarols. La imatge d'argent desaparegué el 1810 a la Guerra del Francès. Novament en un reliquiari de fusta, en forma de peu, la relíquia va perdre's definitivament el 1936, a l'esclat de la Guerra civil espanyola.
Fins llavors, el culte a la santa havia estat gran, i s'havia proclamat Escolàstica com a segona patrona de Vic. Després de la guerra, el culte acaba perdent-se.